# West Rutland (hrabstwo Rutland)
West Rutland – jednostka osadnicza w Stanach Zjednoczonych, w stanie Vermont, w hrabstwie Rutland.